# Lanocira zeylanica
Lanocira zeylanica är en kräftdjursart som beskrevs av Stebbing 1905. Lanocira zeylanica ingår i släktet Lanocira och familjen Corallanidae. Inga underarter finns listade i Catalogue of Life.